# Verrucaria incrassata
Verrucaria incrassata är en lavart som beskrevs av Breuss. Verrucaria incrassata ingår i släktet Verrucaria och familjen Verrucariaceae.   Inga underarter finns listade i Catalogue of Life.